# Leontopithecus
Leontopithecus es un género de primates platirrinos de la familia Callitrichidae, conocidos vulgarmente como tamarinos león, tití león o titíes crinados. Son primates pequeños, llamados así por la melena que rodea su cara. Se conocen cuatro especies propias de la selva del este de Brasil, y como los otros calitricinos son arborícolas. Los tamarinos león pesan alrededor de 900 gramos y tienen una longitud de cerca de 30 cm, con colas de hasta 45 cm. Saltan entre los árboles usando sus dedos para sujetarse de las ramas y usan sus garras para escarbar en la corteza en busca de insectos. También comen pequeñas culebras, lagartijas y frutas.
Los tamarinos león tienden a vivir en grupos familiares, en donde ambos padres comparten las tareas de la crianza de los hijos en sus primeros años. La madre amamanta a su pequeño cada dos o tres horas, y el padre lo lleva en andas.
Merodeadores de los árboles y de hábitos diurnos, duermen en las cavidades de los árboles de noche, y ahí también buscan refugio en los días de calor.

## Lista de especies
Los tamarinos león son fácilmente distinguibles entre sí, por la coloración de su pelaje:
- Tamarino león dorado, Leontopithecus rosalia — pelaje dorado, melena algunas veces más oscura.
- Tamarino león de cabeza dorada, Leontopithecus chrysomelas — pelaje negro con cara, brazos y cola dorada.
- Tamarino león negro, Leontopithecus chrysopygus — Pelaje negro con trasero dorado.
- Tamarino león de cara negra, Leontopithecus caissara — Pelaje dorado con cara, brazos y cola negra.

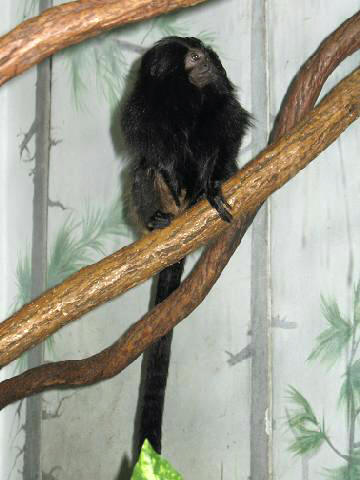
L. chrysopygus